# Хајнау
Хајнау (њем. Hainau) општина је у њемачкој савезној држави Рајна-Палатинат. Једно је од 137 општинских средишта округа Рајн-Лан. Према процјени из 2010. у општини је живјело 186 становника. Посједује регионалну шифру (AGS) 7141110.

## Географски и демографски подаци
Хајнау се налази у савезној држави Рајна-Палатинат у округу Рајн-Лан. Општина се налази на надморској висини од 280 метара. Површина општине износи 3,3 km². У самом мјесту је, према процјени из 2010. године, живјело 186 становника. Просјечна густина становништва износи 56 становника/km².